# Eriobotrya japonica
Il nespolo del Giappone (Eriobotrya japonica (Lour.) (Thunb.) Lindl., 1821) è una pianta appartenente alla famiglia delle Rosaceae
Viene coltivata a scopo commerciale per il suo frutto, e anche come ornamentale. Non va confuso con la nespola comune o germanica, di più antica coltivazione in Europa, che è invece il frutto di un'altra rosacea, il nespolo europeo (Crataegus germanica), oggi raramente coltivata e commercializzata.

## Origine
Si ritiene che il nespolo del Giappone sia originario della Cina, dove il frutto prende il nome di pipa o pipa guo, cioè frutto del pipa, in riferimento allo strumento musicale tradizionale, del quale, appunto, ricorda la forma. In Cina è presente una notevole gamma di varietà, in tutte le taglie, anche a frutto piccolo ed a minore interesse commerciale. In giapponese il frutto è chiamato (biwa) ed è qui che ha ricevuto la maggior attenzione colturale già in epoca precedente al contatto con l'Europa, con la selezione di diverse varietà che sono di norma a frutto più grande di quelle selvatiche cinesi. Queste ultime di norma sono a polpa più compatta, mentre quelle giapponesi sono a polpa più acquosa.
Il frutto iniziò la diffusione in Europa all'inizio del 1800, il primo esemplare fu impiantato nel giardino Botanico di Parigi nel 1784, e in seguito, ai Kew Gardens di Londra nel 1787, nell'area mediterranea fu impiantato inizialmente nell'orto botanico di Palermo

## Descrizione

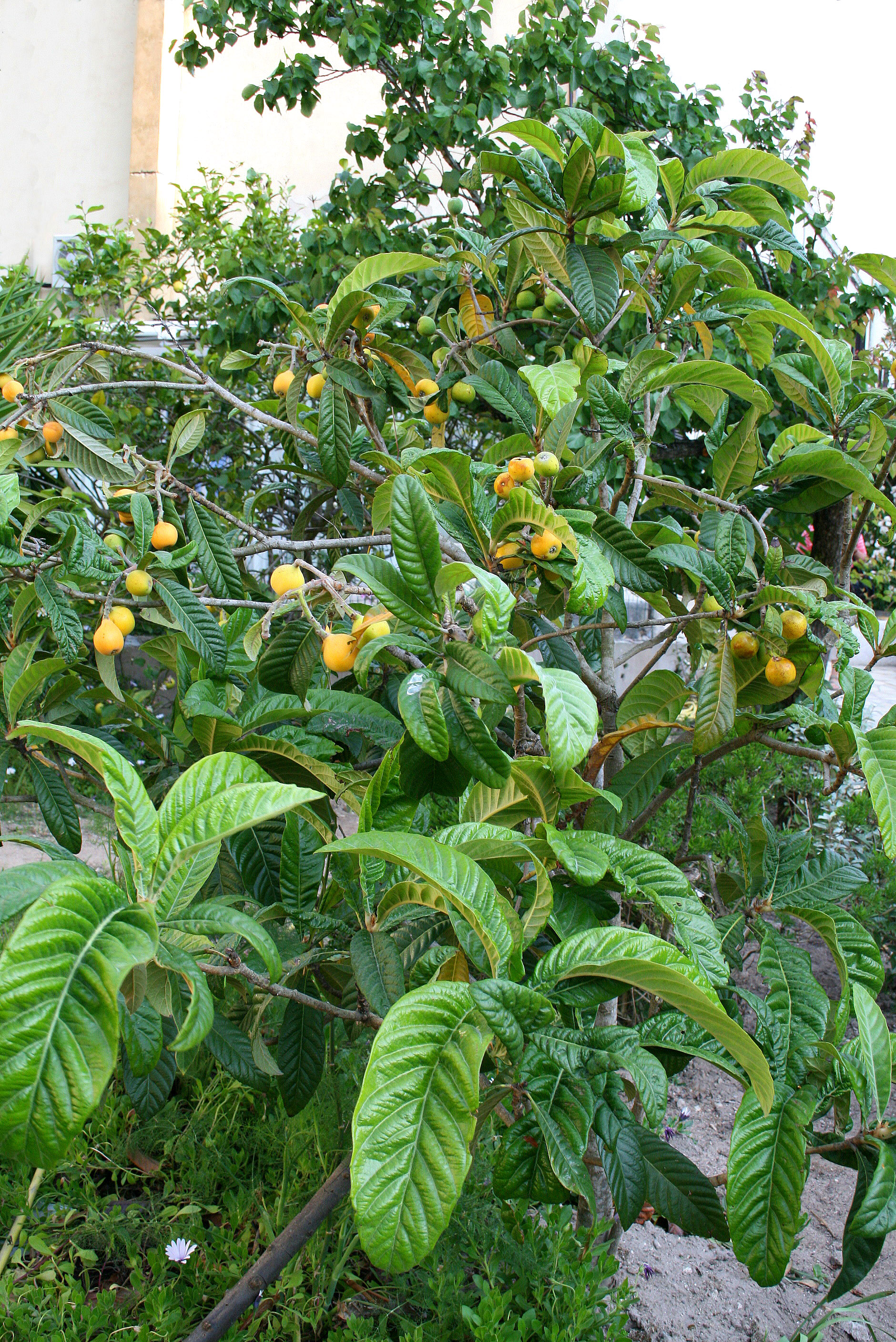
Nespolo giapponese

Il nespolo del Giappone è un albero di medie dimensioni, fino ad 8-10 metri di altezza ed altrettanto in larghezza, che normalmente è coltivato a dimensioni più modeste.
L'albero è latifoglie e sempreverde, le foglie sono molto grandi (lunghezza fino a 25 cm, larghezza fino 10 cm), di consistenza molto robusta, simile al cartone, con superficie dorsale colore verde carico, lucide, mentre al verso sono colore verde pallido, biancastro e fortemente pelose.
La pelosità riguarda tutte le parti giovani e non lignificate della pianta.
I frutti del nespolo del Giappone sono dei pomi (quindi botanicamente sono considerati dei falsi frutti) di colore dal giallo chiaro all'arancione, e sono immediatamente eduli con un sapore  leggermente aspro all'inizio e molto dolce a maturazione completa.
Contengono da uno a quattro grossi semi che sono in peso una parte considerevole del frutto.
La maturazione avviene in maggio-giugno, mentre la fioritura si ha in dicembre-gennaio.

## Coltivazione
In clima temperato-freddo, la fioritura avviene in tardo autunno-inverno, ma anche in Italia settentrionale si possono avere due fioriture, una in primavera ed una in autunno. La produzione dei frutti si ha prevalentemente nell'Italia meridionale e lungo la costa tirrenica fino alla Liguria e sulle coste mediterranee fino al Medio Oriente e atlantiche del Portogallo e in altre zone con clima mite, dove le api possono impollinare, sebbene l'albero resista al freddo e sia coltivato anche al nord, come il corbezzolo.
Il fatto che l'albero assuma un portamento tondeggiante ed i frutti siano portati all'estremità dei rami rende problematica la raccolta; di norma la conduzione sul terreno e la potatura inducono un portamento semi-nano o a spalliera che favorisce la raccolta. Nelle Filippine i nespoli del Giappone sono coltivati a bassa siepe, (non più di due metri di altezza) per evitare i danni recati dai tifoni; essendo infatti una pianta sempreverde con foglie grandi e rigide è soggetta a danni se sottoposta a venti violenti, o al carico della neve in climi rigidi.
Per la riproduzione per seme, i semi devono essere immediatamente seminati, dato che perdono rapidamente la propria germinabilità, disidratandosi. Con i semi è possibile fare un liquore analogo al nocino, il nespolino. I semi del nespolo del Giappone contengono comunque piccole quantità di acido cianidrico (cianuro). I frutti sono molto dolci a maturazione piena, dissetanti, rinfrescanti, leggermente lassativi e con un buon contenuto di vitamine.

## Cultivar
Le cultivar sono spesso a carattere locale e si distinguono per colore e forma. tra quelle di maggior interesse possiamo elencare:
- Mogi, proveniente dal Giappone
- Tanaka
- Early Red, California
- Champagne
- Precoce di Palermo, Sicilia
- Gigante rossa di Ciaculli, Sicilia
- Nespolone gigante di Trabia, Sicilia
- Nespola di Ferdinando

## Pomologia commerciale
Il nespolo del Giappone fiorisce in un periodo che va da ottobre a febbraio e la fruttificazione si ha in maggio-giugno. I frutti, in conseguenza della loro maturazione molto precoce, si collocano in un periodo in cui i frutti a conservazione invernale sono in esaurimento,  mentre quelli a maturazione estiva non sono ancora maturi o non sono presenti a condizioni economiche.
Questo fatto, ed il desiderio di anticiparne ancora la vendita per sfruttare al massimo il costo elevato per carenza di concorrenza, porta spesso a raccoglierli e commercializzarli in fase quasi acerba, fatto questo che convince molti consumatori a considerarli come frutti dal normale sapore acido, dato che sono commercialmente disponibili in tale stato.
A completa maturazione e con il leggero rammollimento naturale il frutto assume dolcezza e succosità notevoli, ma in tale periodo iniziano ad essere presenti sul mercato le primizie di ciliegie e pesche, che sono molto remunerative per il prezzo che riescono a spuntare, per cui le nespole mature non sono più interessanti economicamente, e di fatto spesso non sono vendute.
È evidente che la fioritura in tali periodi presuppone un clima sufficientemente caldo, tale perlomeno da permettere la episodica uscita degli impollinatori come ad esempio api o bombi che nei climi ad inverno moderato sono presenti nei periodi temperati di tali mesi. Nei climi rigidi la produzione è nulla pur essendo la pianta di per sé resistente al freddo.
I fiori sono raccolti in una infiorescenza a grappolo pelosa, come pure pelose sono le strutture accessorie fiorali (piccioli, calici) e i frutti immaturi. Tali pelosità costituiscono un isolamento dal contatto col vento freddo invernale; questo piccolo espediente permette, con la presenza di liquidi antigelo nei succhi contenuti, di conservare un poco del calore diurno, e permette il superamento di brevi abbassamenti di temperatura al di sotto di 0 °C. Per permettere comunque l'impollinazione in una possibile variabilità di clima che sia sufficientemente adatto, il periodo di fioritura è molto lungo.

### Avversità
Il batterio Erwinia amylovora è responsabile del colpo di fuoco batterico.

## Usi
È una pianta mellifera, molto ricercata dalle api per il nettare e il polline; il miele si ottiene solo in Sicilia e in zone meridionali dove clima mite e temperature non troppo rigide consentono alle api di uscire e bottinare durante la fioritura, che avviene tra ottobre fino a febbraio. I fiori di nespolo del Giappone sono molto profumati, con un profumo simile a quello del biancospino. 
È inoltre utilizzata come albero ornamentale in giardini e parchi.